# Избирательный блок «ACUM Platforma DA și PAS»
Избирательный блок «ACUM Platforma DA și PAS» (рум. Blocul electoral «ACUM Platforma DA și PAS») — политический альянс проевропейских правоцентристских партий, сформированный 16 декабря 2018 года для совместного участия в Парламентских выборах в Республике Молдова 24 февраля 2019 года. В блок вошли партии «Действие и солидарность» и Платформа «Достоинство и правда».

## История создания
В 2016 году обсуждалась идея консолидации проевропейских и антиолигархических сил, а в 2017 году оппозиционные партии Партия «Действие и солидарность» (ПДС) и Политическая Партия «Платформа Достоинство и Правда» (ПППДП) сообщили, что создадут общую платформу для предстоящих парламентских выборов. Также, консолидация оппозиционных сил проявлялась в выборе общего кандидата со стороны ПППДП и ПДС для президентских выборов и для выборов примара Кишинёва. Вследствие признания недействительными выборов примара Кишинёва, на которых победу одержал общий кандидат Андрей Нэстасе, Партия «Действие и солидарность», Политическая Партия «Платформа Достоинство и Правда» и Либерал-демократическая партия Молдовы сообщили о создании Движения национального сопротивления «ACUM».
16 декабря 2018 года лидеры ПДС и ПППДП Майя Санду и Андрей Нэстасе подписали соглашение о создании Избирательного блока «ACUM Platforma DA și PAS» для парламентских выборов от 24 февраля 2019 года, а 21 декабря 2018 года избирательный блок был зарегистрирован в Центральной избирательной комиссии в качестве избирательного конкурента. Впоследствии Либерал-демократическая партия Молдовы присоединилась к блоку «ACUM Platforma DA și PAS», а некоторые представители ЛДПМ нашли себя в списке кандидатов блока по пропорциональной системе, а другие представляли блок в некоторых одномандатных округах. В свою очередь Либерал-реформаторская партия и Партия национального единства объявили о безусловной поддержке блоку.
26 марта 2019 года ПДС и ПППДП объявили, что будут участвовать в предстоящих местных выборах также в составе избирательного блока «ACUM Platforma DA și PAS». В тот же день Майя Санду и Андрей Нэстасе объявили о создании двух парламентских фракций, при этом ПДС и ПППДП остаются в составе политического блока «ACUM Platforma DA și PAS».

## Структура
В соответствии с Соглашением о создании Избирательный блок «ACUM Platforma DA și PAS» руководится Политическим советом, состоящий из 8 членов:
- 2 сопредседателя Политического совета
  - Майя Санду — Партия «Действие и солидарность» (ПДС);
  - Андрей Нэстасе — Политическая Партия «Платформа Достоинство и Правда» (ПППДП);
- 6 членов Политического совета
  - Лилиана Николаэску-Онофрей — ПДС;
  - Игорь Гросу — ПДС;
  - Михаил Попшой — ПДС;
  - Александр Слусарь — ПППДП;
  - Инга Григориу — ПППДП;
  - Кирилл Моцпан — ПППДП.

## Результаты на выборах
На парламентских выборах Избирательный блок «ACUM Platforma DA și PAS» получил следующие результаты:
- По пропорциональной системе набрал 380181 голосов и 26,84 %, тем самым преодолел избирательный порог в 8 %;
- По пропорциональной системе получил 14 мандатов депутата;
- По одномандатной системе получил 12 мандатов депутата;
- В итоге блок получил 26 мандатов депутата.